# Olympische Sommerspiele 1996/Teilnehmer (Uganda)
| Gelbes Symbol für Goldmedaillen mit stilisierten Olympischen Ringen | Graues Symbol für Silbermedaillen mit stilisierten Olympischen Ringen | Braundes Symbol für Bronzemedaillen mit stilisierten Olympischen Ringen |
| ------------------------------------------------------------------- | --------------------------------------------------------------------- | ----------------------------------------------------------------------- |
| —                                                                   | —                                                                     | 1                                                                       |

Uganda nahm an den Olympischen Sommerspielen 1996 in Atlanta, USA, mit einer Delegation von zehn Sportlern (sieben Männer und drei Frauen) teil.

## Medaillengewinner
Mit einer gewonnenen Bronzemedaille belegte das ugandische Team Platz 71 im Medaillenspiegel.

### Bronze
- Davis Kamoga: Leichtathletik, 400 Meter

## Teilnehmer nach Sportarten

### Boxen
- Franco Agentho
Leichtgewicht: 17. Platz

- Charles Kizza
Schwergewicht: 9. Platz

### Gewichtheben
- Ali Kavuma
II. Schwergewicht: 19. Platz

### Leichtathletik
- Davis Kamoga
400 Meter: Bronze

- Francis Ogola
400 Meter: Vorläufe

- Julius Achon
1500 Meter: Vorläufe

- Grace Birungi
Frauen, 400 Meter: Vorläufe

### Tischtennis
- Paul Mutambuze
Einzel: 49. Platz

- June Kyakobye
Einzel: 49. Platz
Doppel: 25. Platz

- Mary Musoke
Einzel: 49. Platz
Doppel: 25. Platz